# Gruta de San Pedro

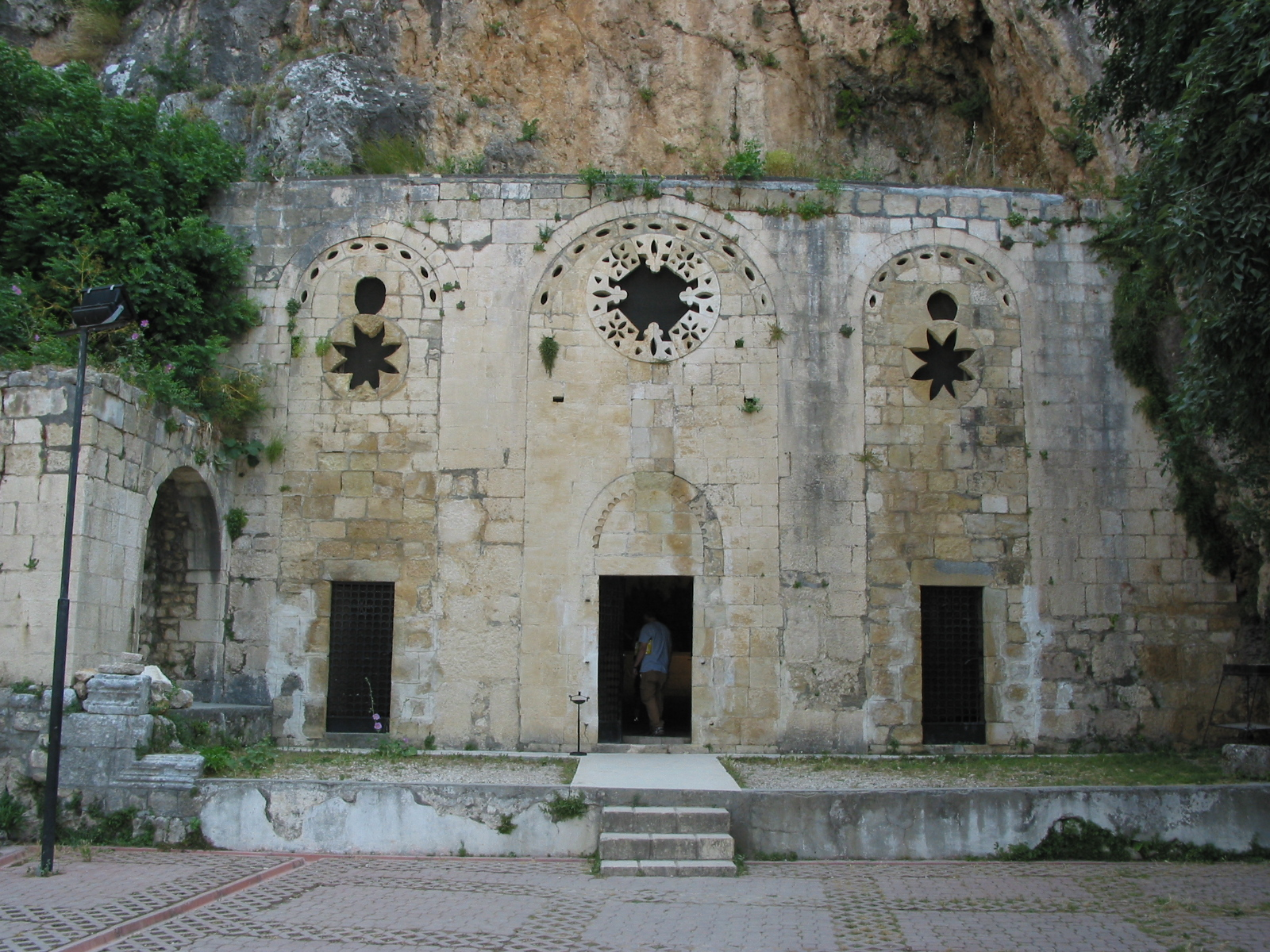
Fachada.

La gruta de San Pedro (en arameo Knisset Mar Semaan Kefa (romanización), en turco Aziz Petrus Kilisesi) es gruta del monte Starius, en las cercanías de Antioquía. Tiene una profundidad de 13 m y una altura de 7 m. Fue usada como lugar de reunión en el cristianismo primitivo, y se la considera una de las primeras iglesias. En Hechos de los Apóstoles (11:25-27) se describe la predicación de San Pablo y San Bernabé en Antioquía, y se indica que fue en esa ciudad donde se utilizó por primera vez la denominación "cristiano". La tradición considera a San Pedro como fundador de la iglesia de Antioquía, y a esta gruta como el primer lugar de culto.
Las partes más antiguas de la construcción datan del siglo IV o V (suelos de mosaico y restos de frescos al lado derecho del altar). Hay un túnel que se cree que podría haber servido como salida de emergencia en caso de necesidad. Desde manantiales próximos, se realizó una conducción de agua que servía para el bautismo, y que se tiene por milagrosa. Recientes terremotos han inutilizado las conducciones.
Con motivo de la toma de Antioquía por los cruzados (Primera Cruzada, 1098) se agrandó la iglesia unos metros y se realizó una fachada, reconstruida en 1863 por los capuchinos que restauraron la iglesia por orden del Papa Pío IX y con la contribución del emperador Napoleón III. A la izquierda de la iglesia se dispusieron los restos de la columnata que previamente se encontraba en la fachada.
El patronazgo de San Pedro se celebra en Antioquía el 21 de febrero. La imagen del santo, tallada en mármol, se situó allí en 1932. 
El atrio de la iglesia se usó como cementerio durante siglos. También se realizaron enterramientos dentro de la iglesia, sobre todo alrededor del altar.
En la actualidad se administra por las autoridades como museo, aunque se permite la celebración esporádica de ceremonias de culto bajo autorización.

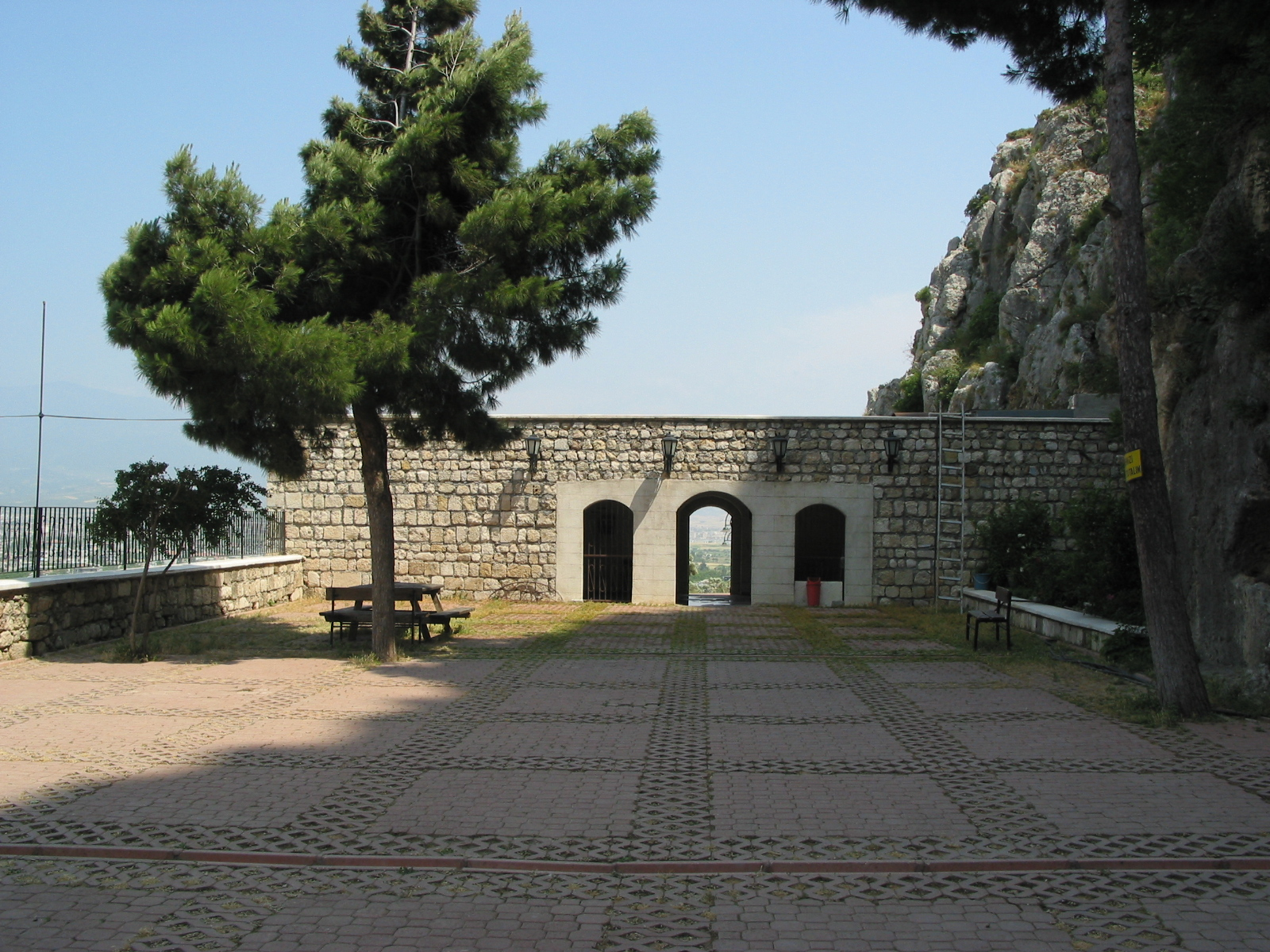
Atrio
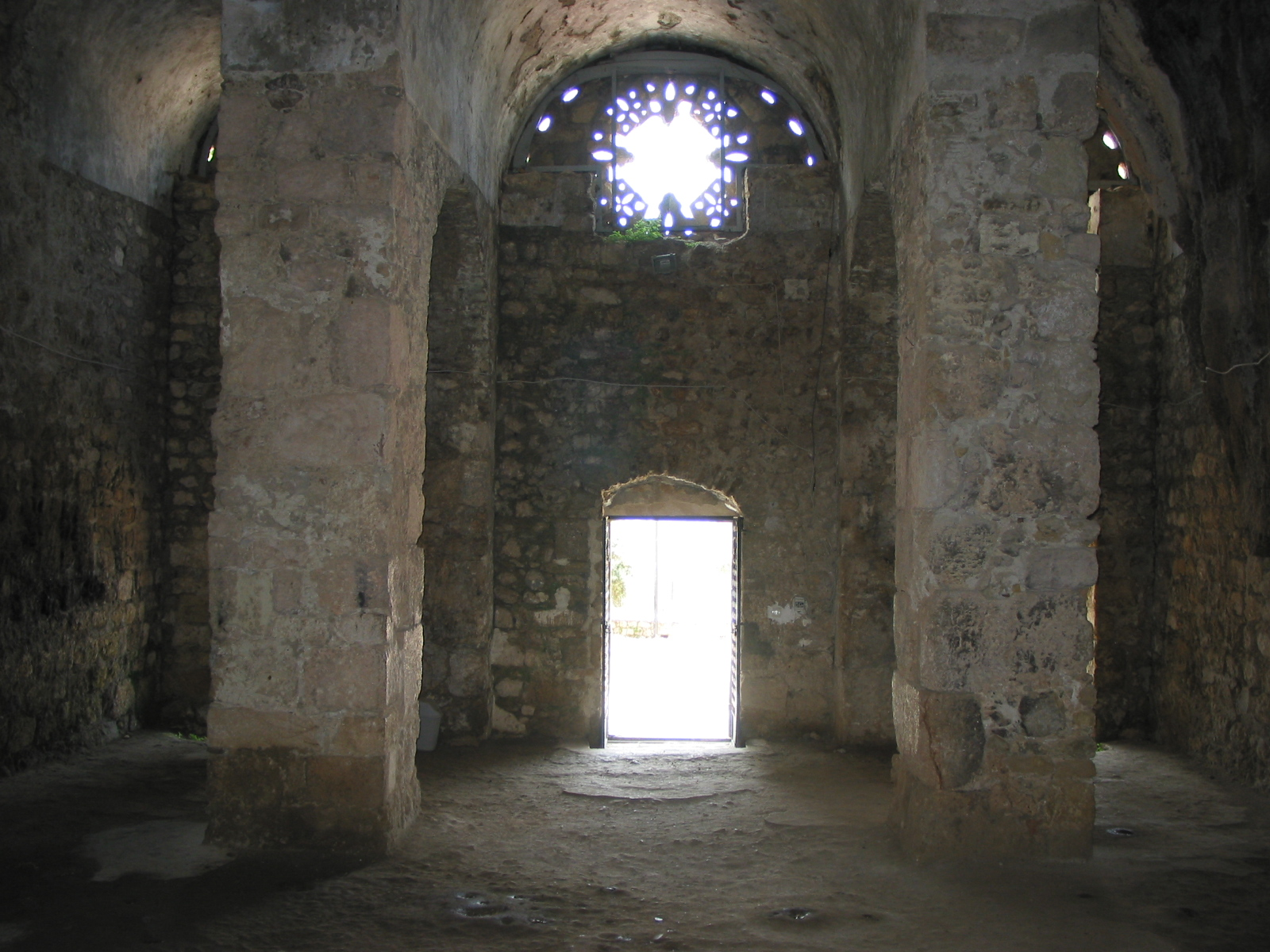
Interior
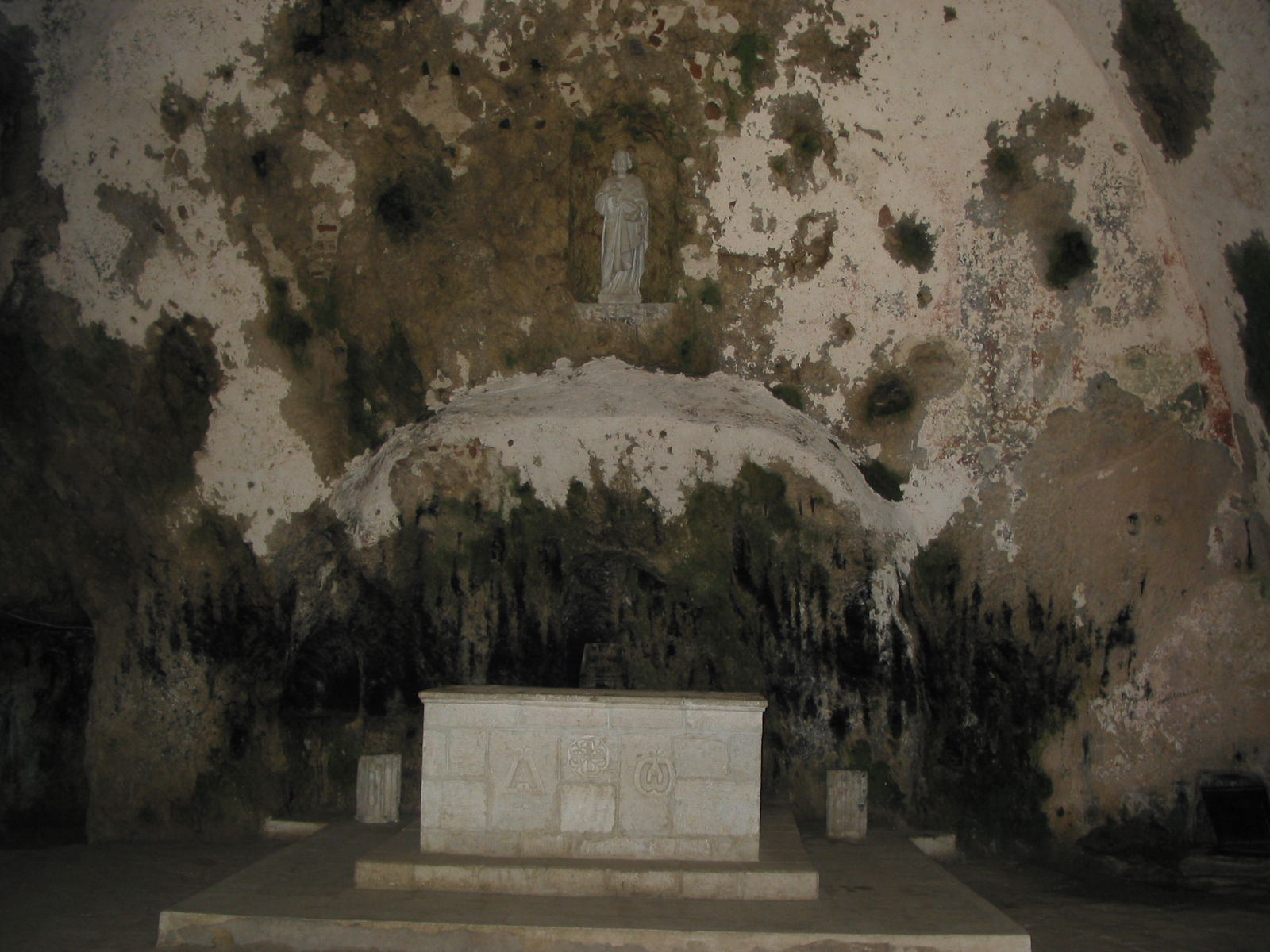
Altar